# Mari Domingi

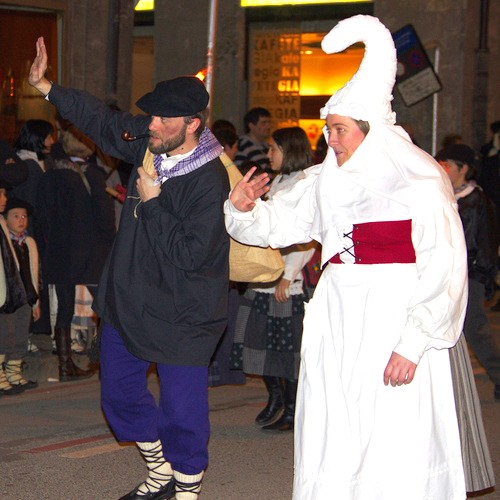
Mari Domingi avec Olentzero à Tolosa en 2012.

Mari Domingi est un personnage féminin de la mythologie basque. On retrouve son origine dans un conte biscaïen récent.
Depuis les années 1980, elle accompagne Olentzero dans plusieurs exhibitions à l'époque de Noël. De plus, la nuit du 24 décembre, elle répartit aux côtés d'Olentzero des cadeaux partout en Euskal Herria ou Pays basque. 

## La chanson
Les paroles de la chanson Mari Domingi ont été créées pour la première fois par Resurrección Maria Azkue au début du 20e siècle. Dans les années 1970, la chanson est apparue dans le livre Viejas canciones Donostiarras à côté de la chanson d'Olentzero, sans aucun lien direct entre elles.
Les paroles (en basque) de la chanson sont :
Horra Mari Domingi

begira horri

gurekin nahi duela

Belena etorri.
Gurekin nahi badezu

Belena etorri

atera beharko dezu

gona zahar hori.
Hatoz, hatoz, zure bila nenbilen ni!

Hatoz, hatoz, zure bila nenbilen ni!

Hatoz goazen ta gurtu dezagun

Belenen jaio den Haurtxo eder hori,

Haurtxo eder hori.
Irrintzi eta poza,

algararekin

hori behar dinagu

guk elkarrekin.
Pozez adora (de)zagun

Jesus haur ona

berak ekar d(i)ezagun

gaur zoriona.
Hatoz, hatoz, zure bila nenbilen ni!

Hatoz, hatoz, zure bila nenbilen ni!

Hatoz goazen ta gurtu dezagun

Belenen jaio den Haurtxo eder hori

Haurtxo eder hori.